# Isolons-nous Gustave
Pour plus de détails, voir Fiche technique et Distribution.
Isolons-nous Gustave est un court métrage français de Marc Allégret, sorti en 1931.

## Fiche technique
- Titre français : Isolons-nous Gustave
- Réalisation : Marc Allégret
- Scénario : André Mouëzy-Éon, d'après sa pièce
- Décors : Gabriel Scognamillo
- Photographie : Théodore Sparkuhl
- Production : Pierre Braunberger
- Société de production : Les Films de la Pléiade
- Société de distribution :  Les Artistes Associés
- Pays d’origine :  France
- Langue originale : français
- Format : Noir et blanc — 35 mm — 1,33:1 — Son mono
- Durée : 5 minutes

## Distribution
- Janie Marèse
- Jean Gobet
- Marfa Dhervilly